# Bastion (datorspel)
Bastion är ett actionrollspel utvecklat av indiestudion Supergiant Games och utgivet av Warner Bros. Interactive Entertainment. I spelet kontrollerar spelaren "the Kid" som rör sig genom flytande, fantasymiljöer och slåss mot fiender av olika slag. Spelet har en dynamisk berättarröst och presenteras som ett tvådimensionellt spel med en isometrisk kamera och en handmålad, färgstark konststil. Bastiosn berättelse följer the Kid när han samlar speciella stenskärvor för att driva en struktur, kallad the Bastion, i kölvattnet av en apokalyptisk händelse.
Spelet byggdes under loppet av två år av ett arbetslag på sju personer uppdelade mellan städerna San Jose och New York. De debuterade på Penny Arcade Expo i september 2010 och blev  nominerad till utmärkelser vid Independent Games Festival år 2011 och vinna priser på Electronic Entertainment Expo före spelets release. Bastion gavs ut i juli 2011 till Xbox Live Arcade, och i augusti 2011 genom digital distribution till Microsoft Windows via Steam. Supergiant Games gjorde spelet tillgänglig som ett webbläsarspel för Google Chrome i december 2011. Spelet gavs ut till Mac OS via Mac App Store i april 2012 och som följdes direkt av en SteamPlay-uppdatering i början av maj 2012, vilket gör att den versionen köpt via Steam till kan spelas på både Mac OS X och Windows.  En version för Ipad gavs ut i augusti 2012. Bastions soundtrack producerades och komponerades av Darren Korb, och ett soundtrackalbum gjordes tillgänglig för försäljning i augusti 2011.
Under 2011 såldes Bastion i mer än 500.000 exemplar, varav 200.000 till Xbox Live Arcade. Det såldes i över 2 miljoner exemplar i alla plattformar vid maj 2014. Spelet fick beröm av flera spelkritiker, främst för sin berättelse, konststil, berättarröst och musik. Åsikterna var blandade angående spelets mekanik, även om olika alternativ i stridssystemet fick beröm. Spelet vann flera nomineringar och utmärkelser sedan dess release, däribland flera för bästa nedladdningsbara spel och bästa musik, från datorspelswebbplatser såsom IGN och Game Informer samt från Spike Video Game Awards, Game Developers Conference och Academy of Interactive Arts & Sciences.